# Nadar
Nadar (pseudonym for Gaspard-Félix Tournachon) (født 6. april 1820, død 21. marts 1910) var en fransk fotograf, karikaturtegner og journalist. 
Nadar var karikaturtegner i Le Charivari (no) i 1848. I 1849 skabte han Revue comique og Petit journal pour rire. Han tog sine første fotografier i 1853, og i 1858 blev han den første, som tog fotografier fra luften.
I 1854 åbnede han et atelier for portrætfotografering. Blandt Nadars kunder var berømte forfattere som Gérard de Nerval, Charles Baudelaire, Honoré de Balzac og George Sand samt kunstnere som Honoré Daumier, Gioachino Rossini og Sarah Bernhardt.

## Galleri
| - Udvalg af fotos af Nadar - Nadars portrætfoto af Sarah Bernhardt fra 1859 - Charles Baudelaire - Georges Clemenceau - Camille Corot - Gustave Courbet - Charles-François Daubigny - Eugène Delacroix - Léon Gambetta i 1870 - Gustave Doré (1859) - Alexandre Dumas - Jean-François Millet - Peter Kropotkin - Henri Rochefort (sv) - George Sand (1864) - Ernest H. Shackleton - Adolphe Thiers - Jules Verne - Théophile Gautier - Nadar (Gaspard-Félix Tournachon) - selvportræt, 1854 |